# Čejkovy
Čejkovy è un villaggio facente parte del comune di Hrádek (distretto di Klatovy) da cui dista circa 4,5 km  (6 minuti in macchina). Sono evidenziati 88 numeri civici e nell'anno 2011 sono stati censiti 188 abitanti.
Čejkovy è anche il nome dell'equivalente area catastale con un'area di 7,6 km2.

## Storia
Un'indagine archeologica, che è stata effettuata al n. civico 19, ha confermato un insediamento risalente al XII secolo. Sono stati trovate fondamenta in pietra di edifici in legno. All'interno è stato scoperto poi un basamento per un forno per il pane e ceramiche varie. 
Nella vicina Budětice è stato scoperto un insediamento risalente addirittura all'11 ° secolo.
Sono state trovate notazioni nel catasto, di un insediamento con proprietà e beni della chiesa risalente al 1227.Risulta poi una proprietà (una fortificazione) appartenente al nobile Vintíř, documentata nel XIV secolo.
Altri proprietari della fortificazione e del villaggio, risultano nel XV secolo gli Ojíř ed i Vilém e nel XVI secolo la famiglia Švihovských, poi la famiglia Račínová.
Il villaggio era sotto l'amministrazione del castello di Rabí. 

## Luoghi d'interesse
- Nelle vicinanze del villaggio c'è l'area naturale protetta di Buděticko. A circa 300 metri a sud del villaggio di Čejkovy è presente il monumento naturale  "Volské dráhy". Non sono altro che i resti delle ferrovie municipali destinate al pascolo del bestiame. Una parte sostanziale dei binari è stata recuperata.
- Il paese ha mantenuto il suo granaio originale che faceva parte della fortezza ed in seguito di un maniero.
- Nel bosco attorno all'area di Čejkovy, sono presenti quattro pozzi. La loro designazione e localizzazione è presente nel registro nazionale delle sorgenti e dei pozzi.
- Un posto interessante è una croce di ferro posizionata su una roccia, la si può ammirare nel bosco vicino allo stagno di Cukovec.

## Galleria d'immagini

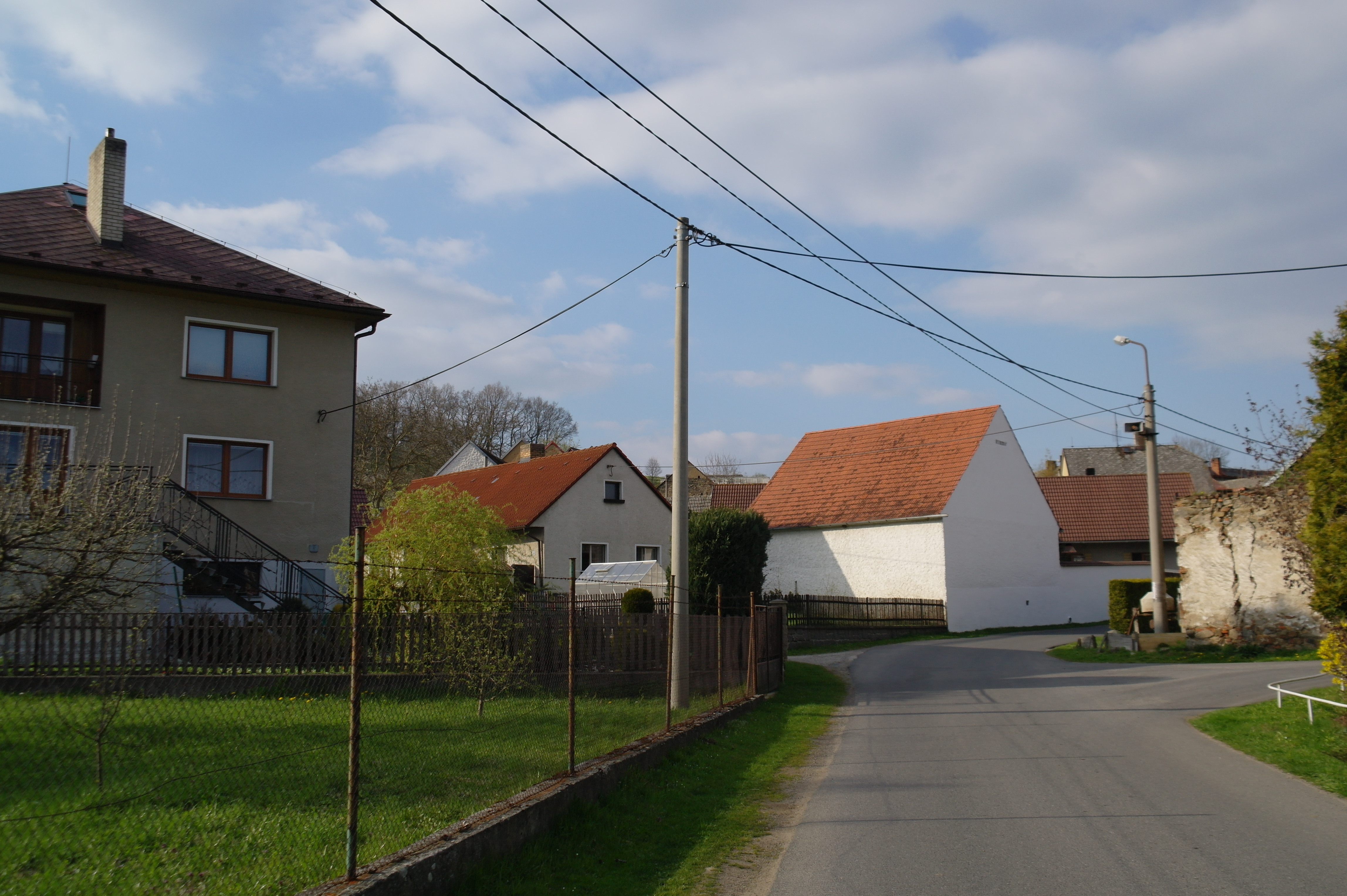
Strada
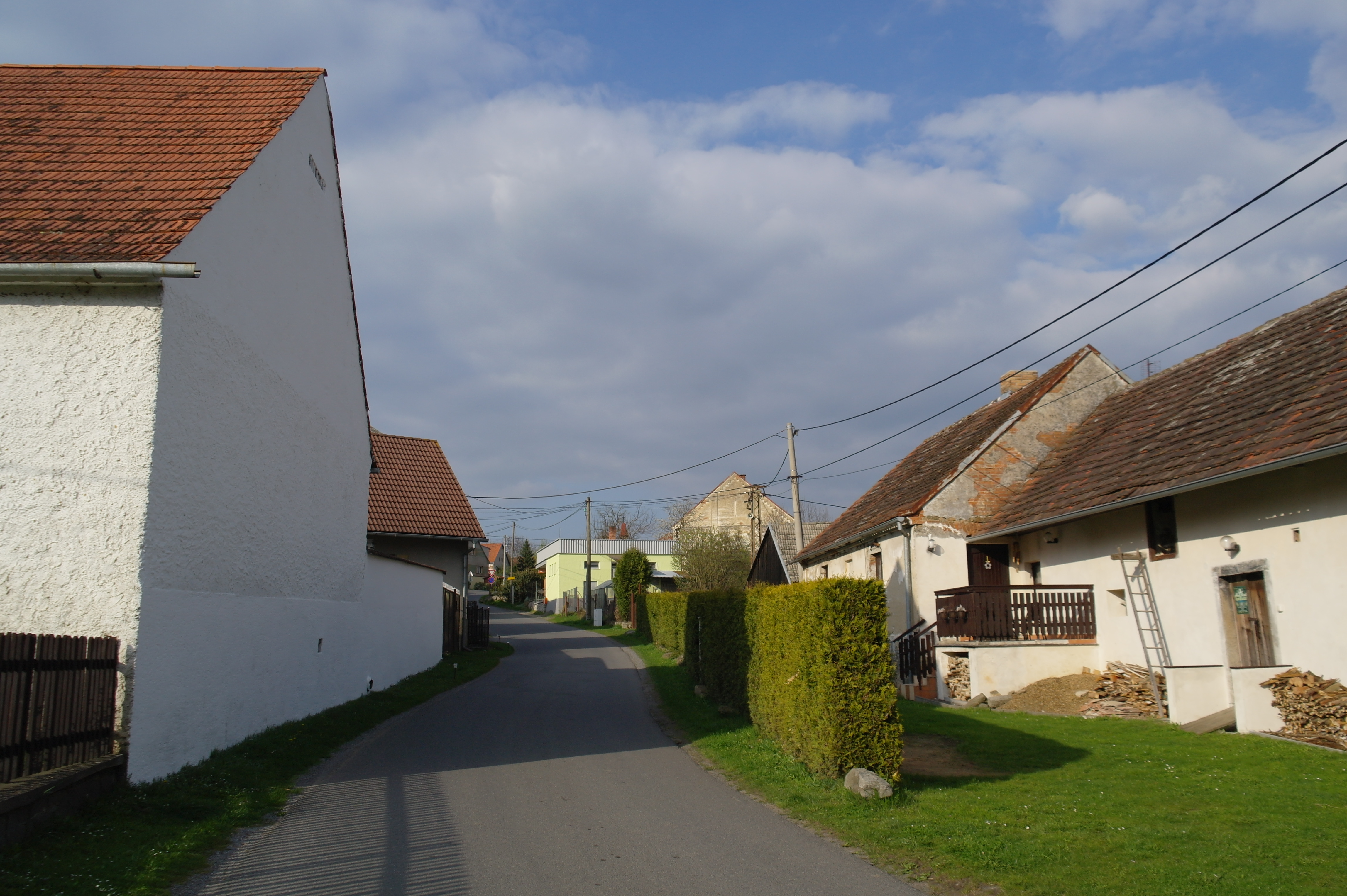
Strada in mezzo alle case
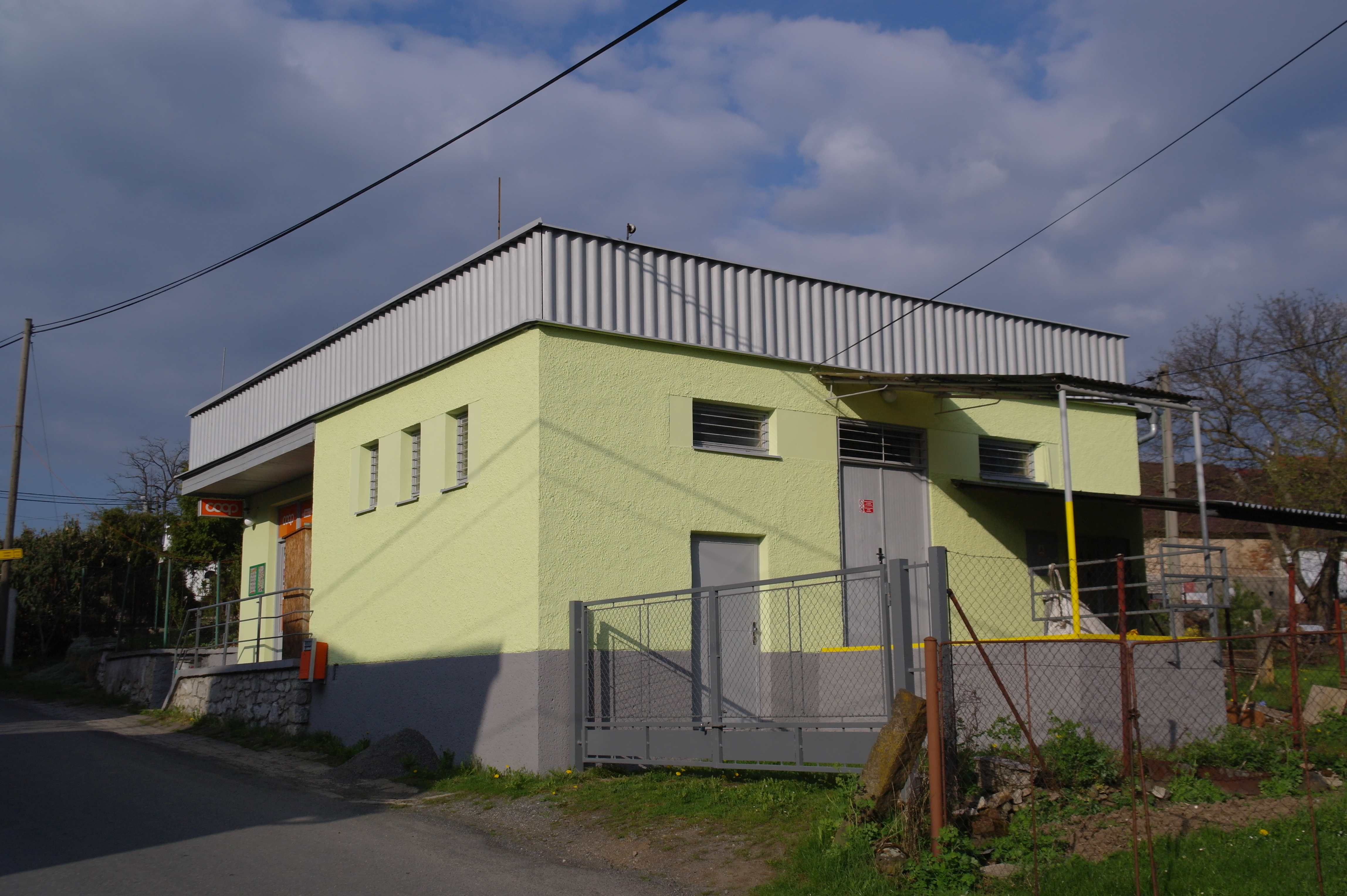
Spaccio